# Baliochila hildegarda
Baliochila hildegarda е вид пеперуда от семейство Синевки (Lycaenidae). Видът не е застрашен от изчезване.

## Разпространение
Разпространен е в Демократична република Конго, Замбия, Кения, Малави и Танзания.